# Шфела
31°41′30″ пн. ш. 34°52′30″ сх. д. / 31.69167° пн. ш. 34.87500° сх. д.
31°41′30″ пн. ш. 34°52′30″ сх. д. / 31.691666666667° пн. ш. 34.875° сх. д.

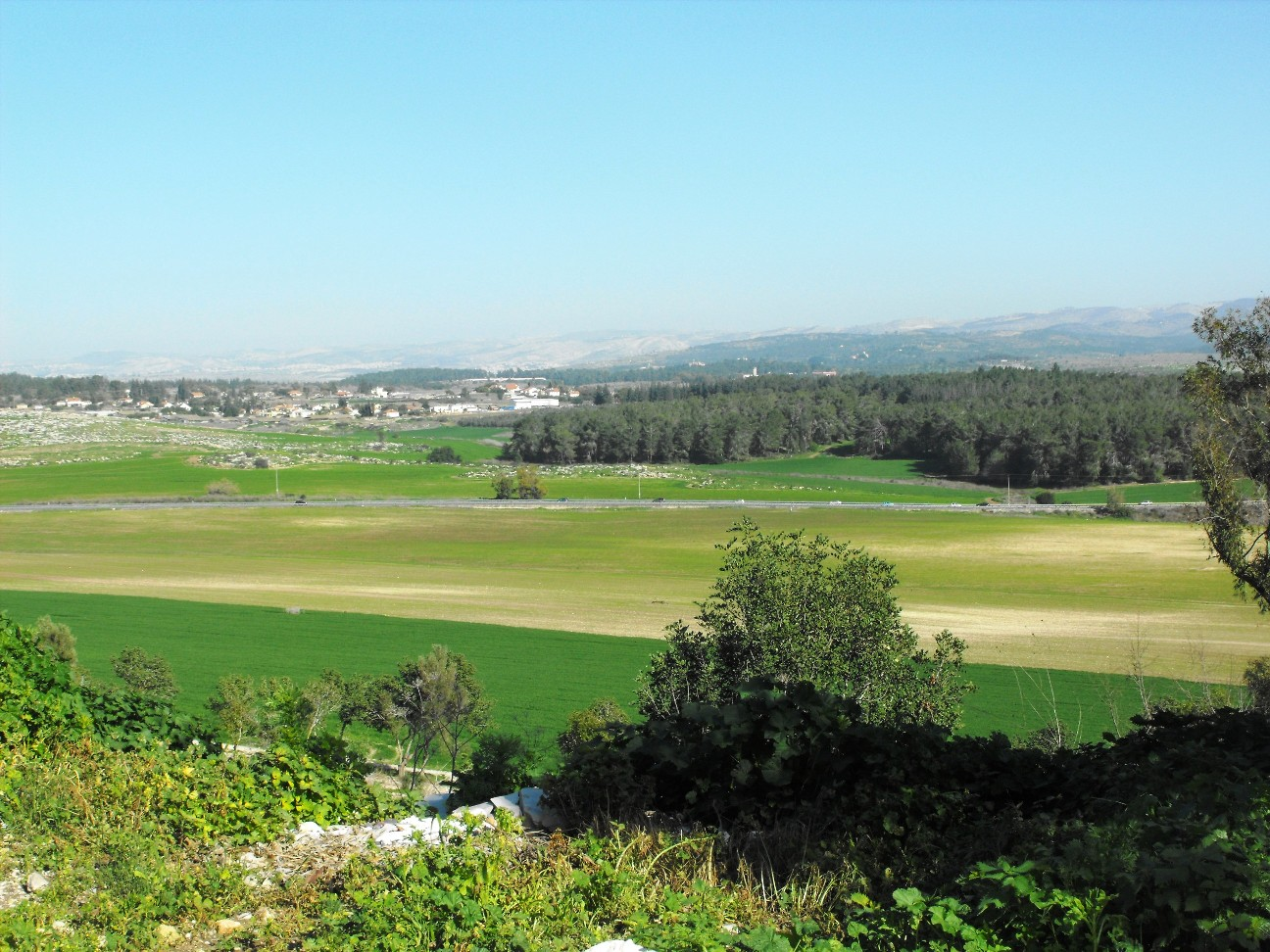
Шфела

Шфела (івр. שפלת יהודה, трансліт. Шфелат Єгуда, «Долина Юди» або коротше івр. השפלה, трансліт. га-Шфела) — смуга пагорбів між приморською рівниною і Юдейськими горами на території Ізраїлю. У Біблії перекладається як «долина» на підставі контрасту з сусідніми горами Юдеї.

## Географія
Шфела займає територію близько 43 км завдовжки та шириною 16 км. Найвища точка сягає 350 метрів. Тверді вапнякові ґрунти роблять їх непридатними для систематичного, сільськогосподарського вжитку. У біблійні часи Шефела — місцевість, що заросла чагарниками або фіговими деревами. Зі сходу на захід Шфела порізана відносно широкими долинами, одну із яких — Аялон, вважають північною межею цієї проміжної географічної зони. Сьогодні вважають тутешні землі до найродючіших в Ізраїлі[джерело?].

## Біблія
У Книзі Ісуса Навина більша територія Шфели належить Племені Юди.